# Georges Jacquin
Georges Jacquin (1881-1956) est un ecclésiastique français qui a été évêque de Moulins (1942-1956). 

## Biographie

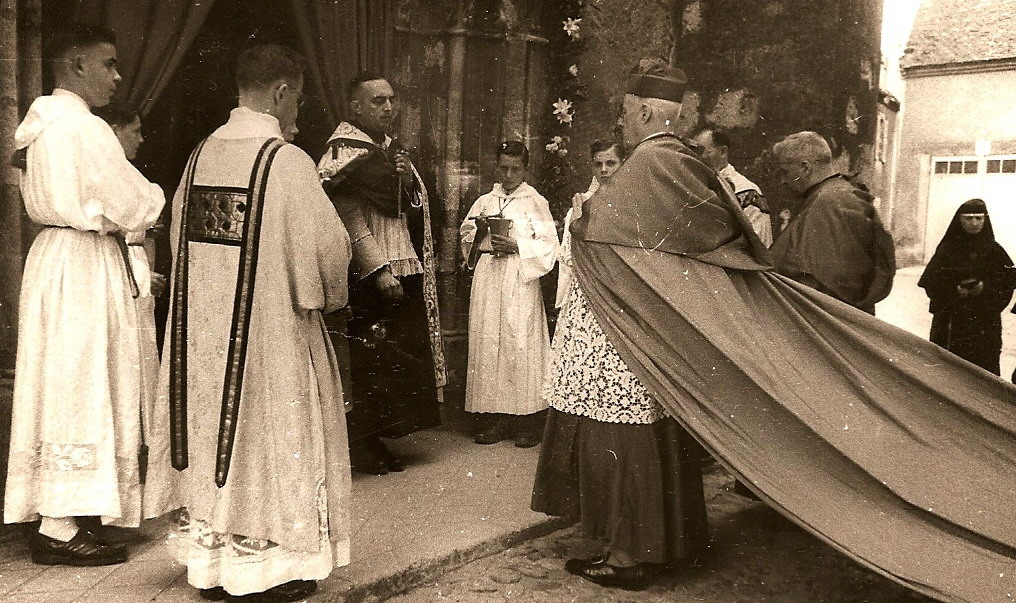
Georges Jacquin (de dos, au premier plan).

Georges Clément Joseph Édouard Jacquin est né à Aignay-le-Duc en Côte-d'Or le 2 avril 1881. 
Ordonné prêtre le 29 juin 1906, il a été vicaire général du diocèse de Dijon. Il est choisi comme évêque de Moulins le 7 octobre 1942 et consacré à ce titre le 8 décembre de la même année.
Il meurt le 25 avril 1956 à Moulins.

## Succession apostolique
Georges Jacquin a ordonné les évêques suivants :
- Archevêque Charles-Marie-Joseph-Henri de Provenchères (1946)